# ددمن (کمیک)
دِدمن (به انگلیسی: Deadman) با نام اصلی بوستون برند، یک شخصیت خیالی ابرقهرمان است که در کتب کامیک دی‌سی کامیکس وجود دارد؛ و برای اولین بار، در شمارهٔ ۲۰۵ مجلهٔ کمیک‌های ماجراهای عجیب و غریب در اکتبر ۱۹۶۸ معرفی شد.